# Charouz Racing System

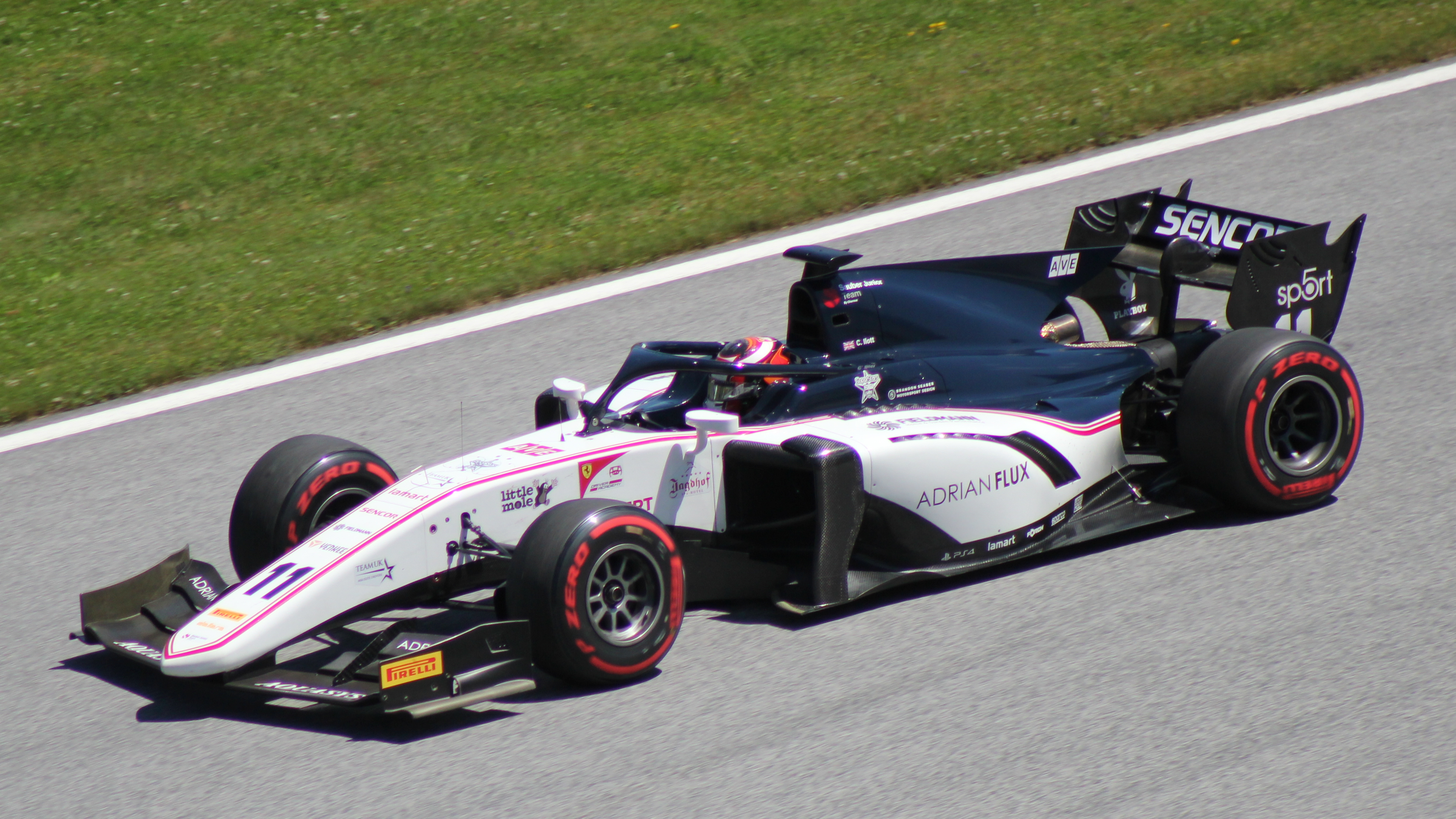
Callum Ilott in Spielberg in der FIA-Formel-2-Meisterschaft-2019.

Charouz Racing System ist ein tschechisches Motorsportteam, welches seit 2022 in der FIA-Formel-2-Meisterschaft und der FIA-Formel-3-Meisterschaft antritt.

## Geschichte
Der Rennstall wurde von Antonín Charouz im Jahr 1985 gegründet. Zunächst nahm das Team in Monoposto-Kategorien, wie in der FIA International F3000 Championship, der AutoGP, der A1GP World Cup, der World Series Formel V8 3.5 teil. 2017 gewann das Team den Titel in der Konstrukteursmeisterschaft der World Series Formel V8 3.5. Zudem hatte das Team Einsätze 2009 in der Le Mans Series und 2012 in der FIA GT3 European Series. 2018 wechselte Charouz nach Auflösung der World Series Formel V8 3.5 in die FIA-Formel-2-Meisterschaft, in die ADAC Formel 4 zusammen mit US Racing. Mit zwei Rennsiegen in der FIA-Formel-2-Meisterschaft 2018 von Antonio Fuoco erzielte das Team den sechsten Platz in der Teamwertung. Zusammen mit US Racing gewann das Team in der Deutschen Formel-4-Meisterschaft 2018 den Titel in der Teamwertung. Zudem gewann der Fahrer Lirim Zendeli des Teams den Titel in der Fahrerwertung.

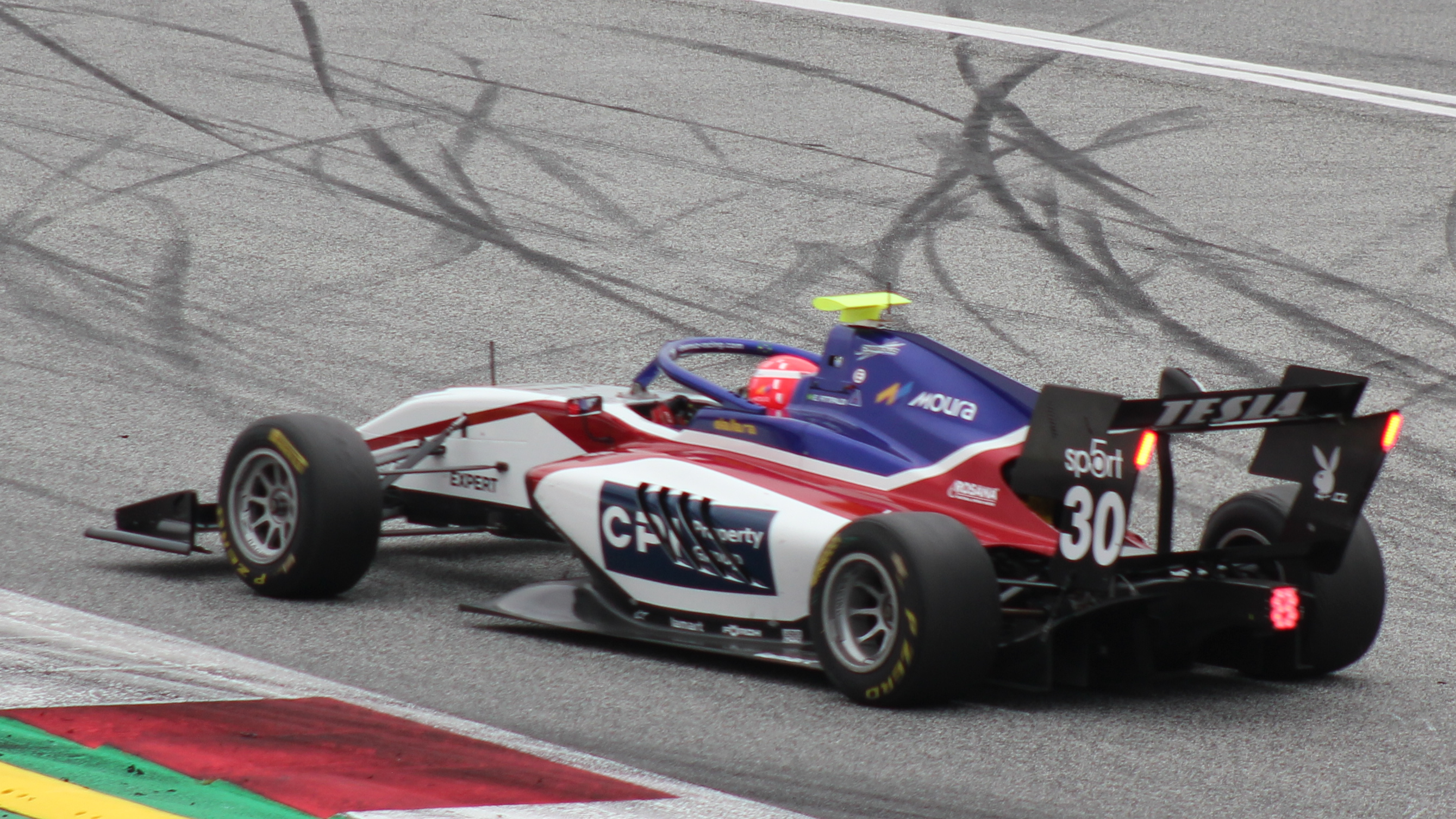
Enzo Fittipaldi in Spielberg in der FIA-Formel-3-Meisterschaft 2021.

2019 nahm das Team erstmals in der FIA-Formel-3-Meisterschaft teil, welche das Team auf dem achten Platz in der Konstrukteurswertung beendete. In der FIA-Formel-2-Meisterschaft 2019 erreichte das Team den 6. Platz in der Gesamtwertung. Der Titel des Vorjahres konnte in der Deutschen Formel-4-Meisterschaft 2019 verteidigt werden, wobei mit Théo Pourchaire erneut der Gesamtsieger der Fahrerwertung gestellt wurde. Die Zusammenarbeit mit US Racing wurde nach der Saison 2019 beendete, womit das Charouz Racing System ab 2020 nur noch in der FIA-Formel-2-Meisterschaft und der FIA-Formel-3-Meisterschaft teilnahm.
2020 erzielte Charouz in der FIA-Formel-2-Meisterschaft 2020 den siebten Platz in der Teamwertung, während das Team in der FIA-Formel-3-Meisterschaft 2020 auf den zehnten und letzten Platz abrutschte.
Die FIA-Formel-2-Meisterschaft 2021 beendet das Team mit einer Podestplatzierung im ersten Rennen der Saison auf dem zehnten und vorletzten Rang in der Konstrukteurswertung. In der FIA-Formel-3-Meisterschaft 2021 konnte sich das Team mit mehreren Podestplätzen und einem Sieg von Logan Sargeant auf den fünften Platz in der Gesamtwertung verbessern.
2022 erreichte Charouz in der FIA-Formel-2-Meisterschaft den achten Rang in der Teamwertung mit mehreren Podestplätzen von Enzo Fittipaldi. In der FIA-Formel-3-Meisterschaft 2022 erzielte das Team mit einem Punkt den letzten Platz in der Konstrukteurswertung.